# Вітторе Карпаччо
 Вітторе Карпаччо  (італ. Vittore Carpaccio; 1455(65), Венеційська республіка — 1526, Венеційська республіка) — художник зламу XV — XVI століть доби Високого Відродження, представник Венеційської школи живопису.

## Етапи досліджень
Практично мало що відомо про рік народження художника, його навчання і навіть про його справжнє ім'я. Італія XV століття — була конгломератом невеликих держав і князівств, одним з яких була Венеційська республіка з імперським характером і імперськими амбіціями. У Венеції говорили на венеційському діалекті, який мав значні розбіжності з тосканським діалектом, що набагато пізніше стане літературною мовою в Італії. Венеційський діалект XV століття був у фазі свого становлення.
Мода на латину, яку розділяв і сам художник, примусила його переробити власне прізвище на Карпатіус. Але це ім'я не прижилося навіть в Італії. Історики мистецтва в Італії XVII століття, що писатимуть на тосканському діалекті, назвуть його Карпаччо (Рідольфі у 1648 році, Боскіні у 1660 році) і лише це найменування стане загально прийнятим.
Жодних відомостей, хто був першим чи черговим вчителем Вітторе. Традиційно їм вважають Джентілє Белліні (близько 1429—1507), старшого брата Джованні Белліні (близько 1430—1516). Але художній стиль Вітторе відрізняється як від творів Джентілє, так і від картин велетенськи обдарованого Джованні.
Дослідники XX століття, спираючись на стилістичний аналіз творів венеційських майстрів XV століття, додали ще двох майстрів, твори яких могли мати вплив (або мали вплив) на художню манеру Карпаччо, це:
- Антонелло да Мессіна (близько 1430—1479)
- Ладзаро Бастіані (1449—1512).

Безтривожна манера Антонелло да Мессіна, що уникав трагічних сюжетів чи трактував драматичні сцени в манері спокійної розповіді — дійсно близька до манери Карпаччо.

## Збережені свідоцтва біографії

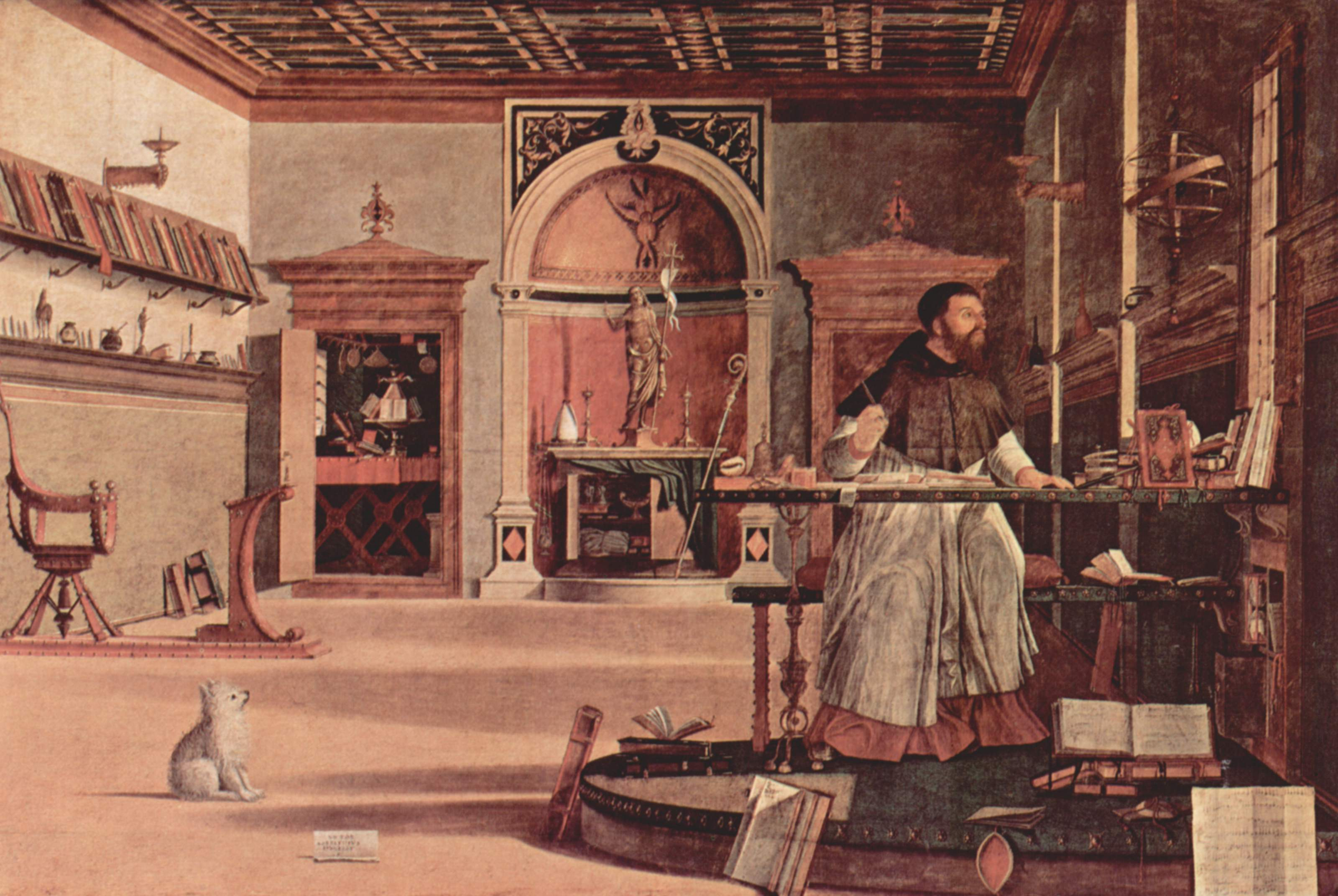
Св. Єронім в келії

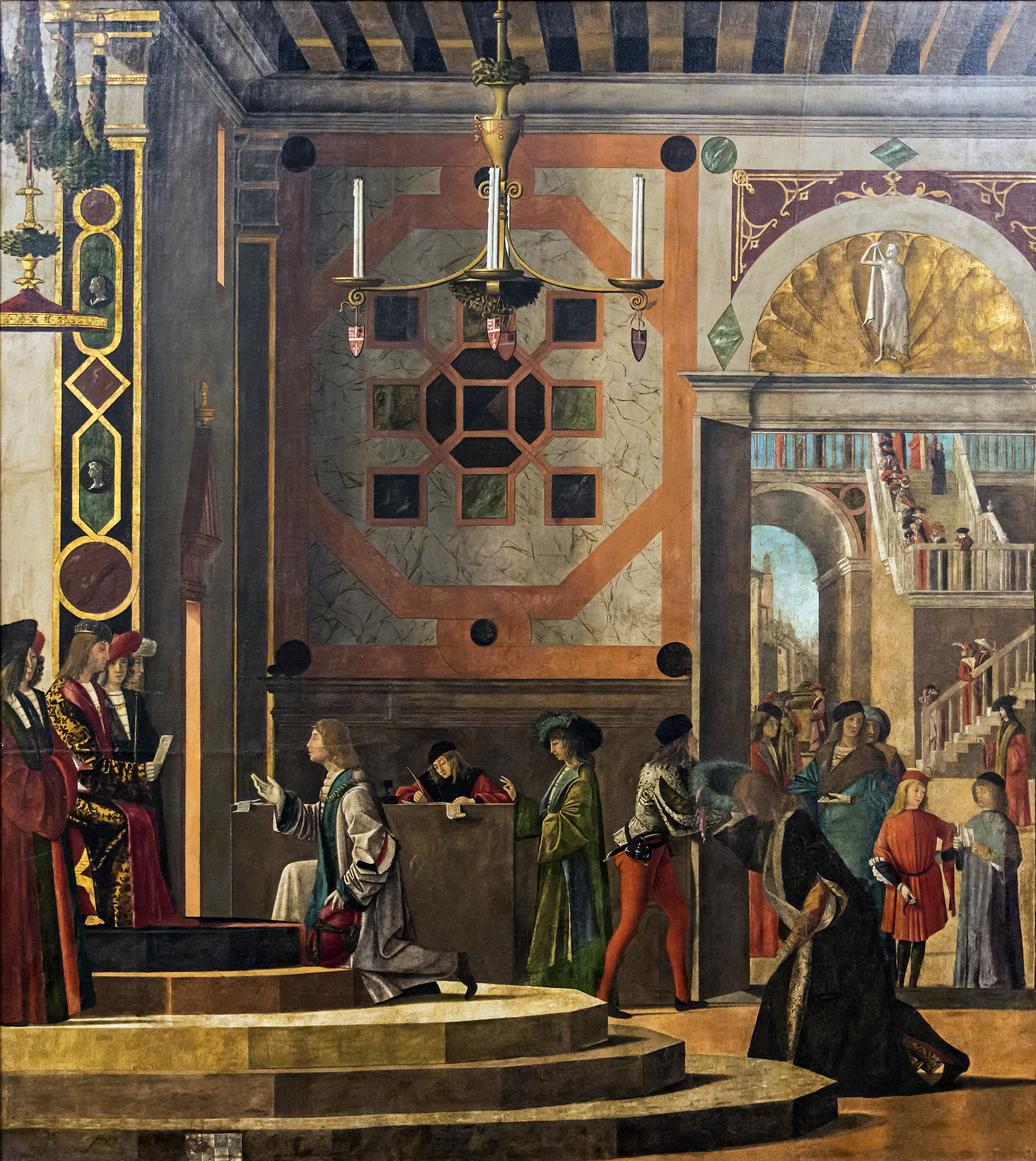
Аудієнція послам.

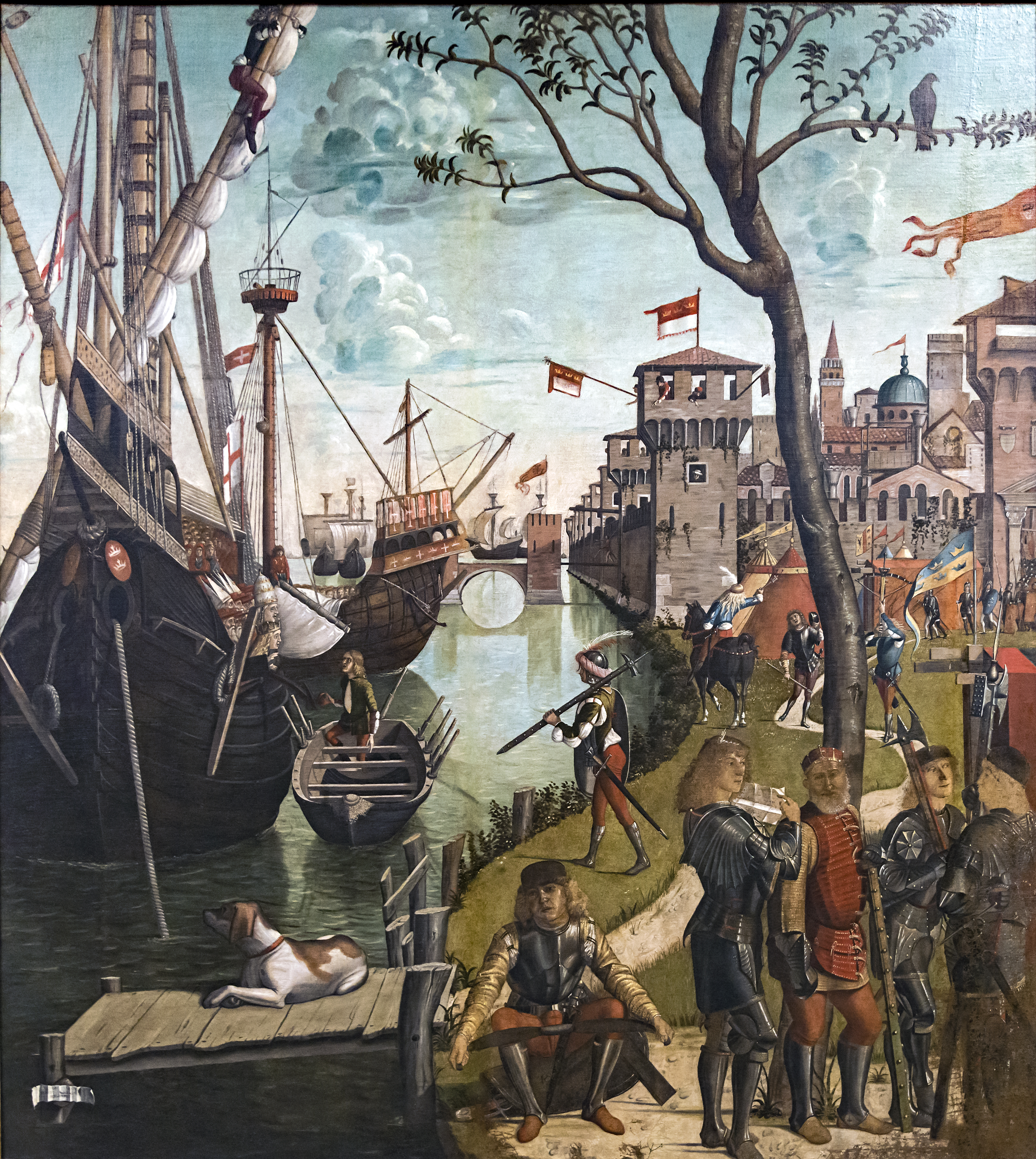
Прибуття Св. Урсули в Кельн

Необхідність документальних підтверджень фактів життєпису примусила дослідників звернутися до архівів. Але знайдено надзвичайно мало. Рік народження художника найчастіше визнають між 1455 і 1465 і навіть у 1572.
Батько — П'єтро Скарпацца (Scarpazza) був купцем. Родина мешкала на острові Торчелло в Маццорбо. Окрім торгівлі, родина мала шахту з копалинами і не була бідною. Представники родини Скарпацца займали відомі посади на острові Торчелло (один був суддя, другий — канонік катедрального собору острова Торчелло).
Збережений заповіт рідного дяді Вітторе — Зуане Скарпацца, що був францисканцем в монастирі Св. Урсули в місті Падуя. Спадкоємцями його майна стали рідний брат П'єтро Скарпацца, що торгував хутром та племінник Вітторе. Є ще відомість про найм майстерні самим Вітторе за 1486 рік. Якщо виходити з дати 1486 і Вітторе 20 років, то він 1466 року народження чи трохи старший.
Венеційське суспільство було розділене на релігійні братства (товариства, Скуола). Кожне товариство обирало небесного заступника і будувало приміщення, де представники братства збирались для душпастирських, філософських і ділових бесід і спілкування. Чим заможнішими були члени братства, тим заможнішим було і братство. Скуола мала гроші, на які і замовляла картини біблійного спрямування венеційським майстрам. По замовам скуол працював і Якопо Тінторетто.
1488 року керівники венеційської Скуоли Св. Урсули прийняли рішення оновити образа в каплиці Св. Урсули, картини для якої і доручили створити Вітторе Карпаччо. По замовам других братств художник працюватиме і надалі. Картини на сюжети житія Св. Урсули створив і Ганс Мемлінг, тобто сюжет був відомим для доби.
Серед значних замовлень — портрет дожа Леонардо Лоредана та картина для зали засідань венеційського Сенату. Доручать Карпаччо і картини з приводу візиту папи римського Олександра ІІІ у Венецію. (Всі останні картини загинуть під час пожежі в палаці дожів у 1577 році)
Художник офіційно був на службі у патріарха Антоніо Контаріні, для якого виконав декілька творів в останні роки життя.
Карпаччо був одружений, він узяв шлюб з венеційкою Лаурою. Подружжя мало двох синів — П'єтро та Бенедетто, обидва сини теж стануть художниками.
У 1511—1520 роках Карпаччо виконав картини для Скуоли да Сан Стефано. Але в Венеції вже нові часи і нові пісні (і народились нові художні авторитети). Якісно змінилася художня манера знайомого Карпаччо — уславленого Джованні Белліні. Підросли і його учні — Джорджоне, Тіціан, Себастьяно Лучані, відомий як Себастьяно дель Пйомбо і випередили навіть Белліні.

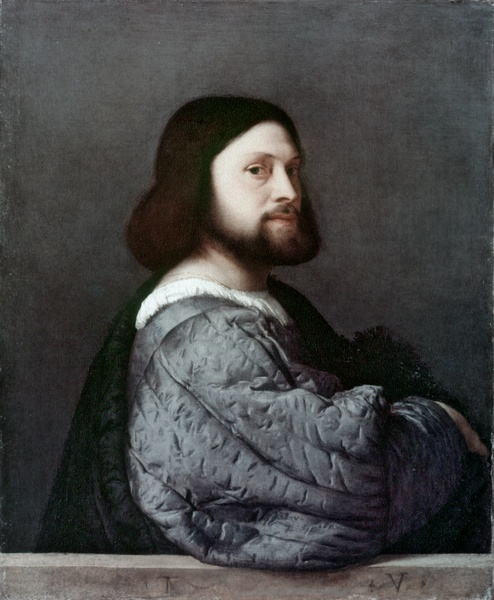
Тиціан. Лодовіко Аріосто
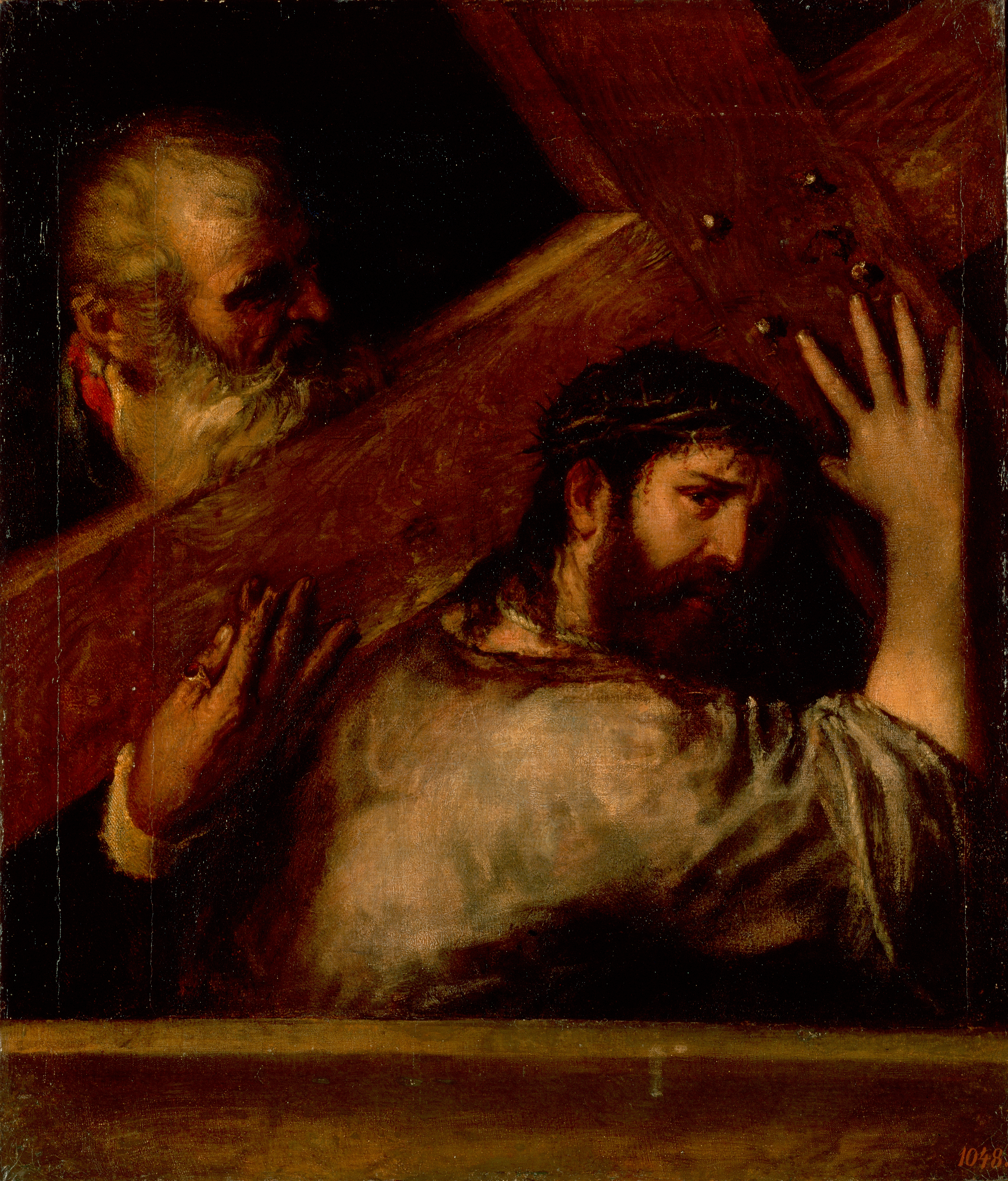
Тиціан.Шлях на Голгофу
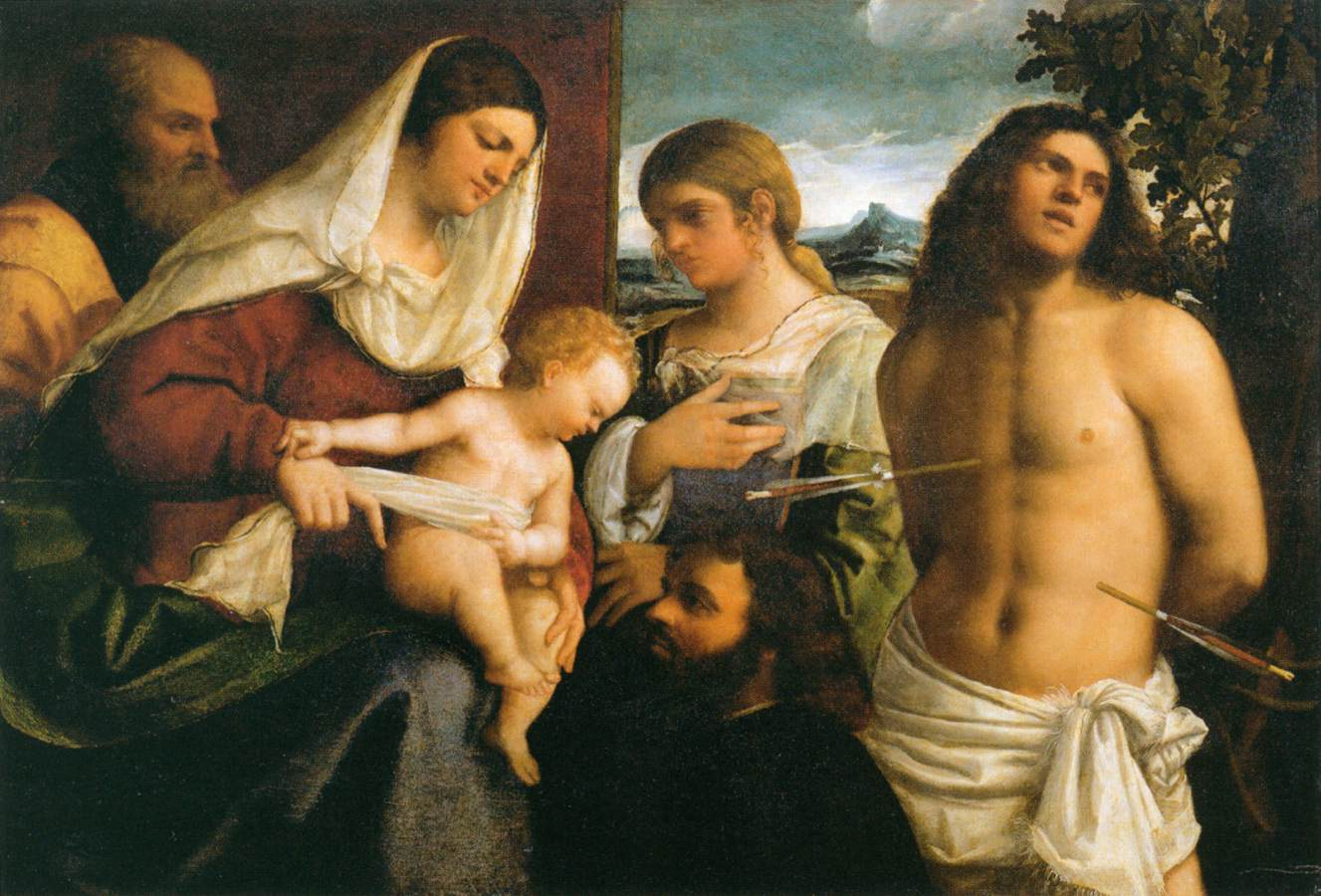
Себастьяно дель Пьйомбо. «Свята Родина зі Свв.Катериною і Себастьяном і донатором », Лувр
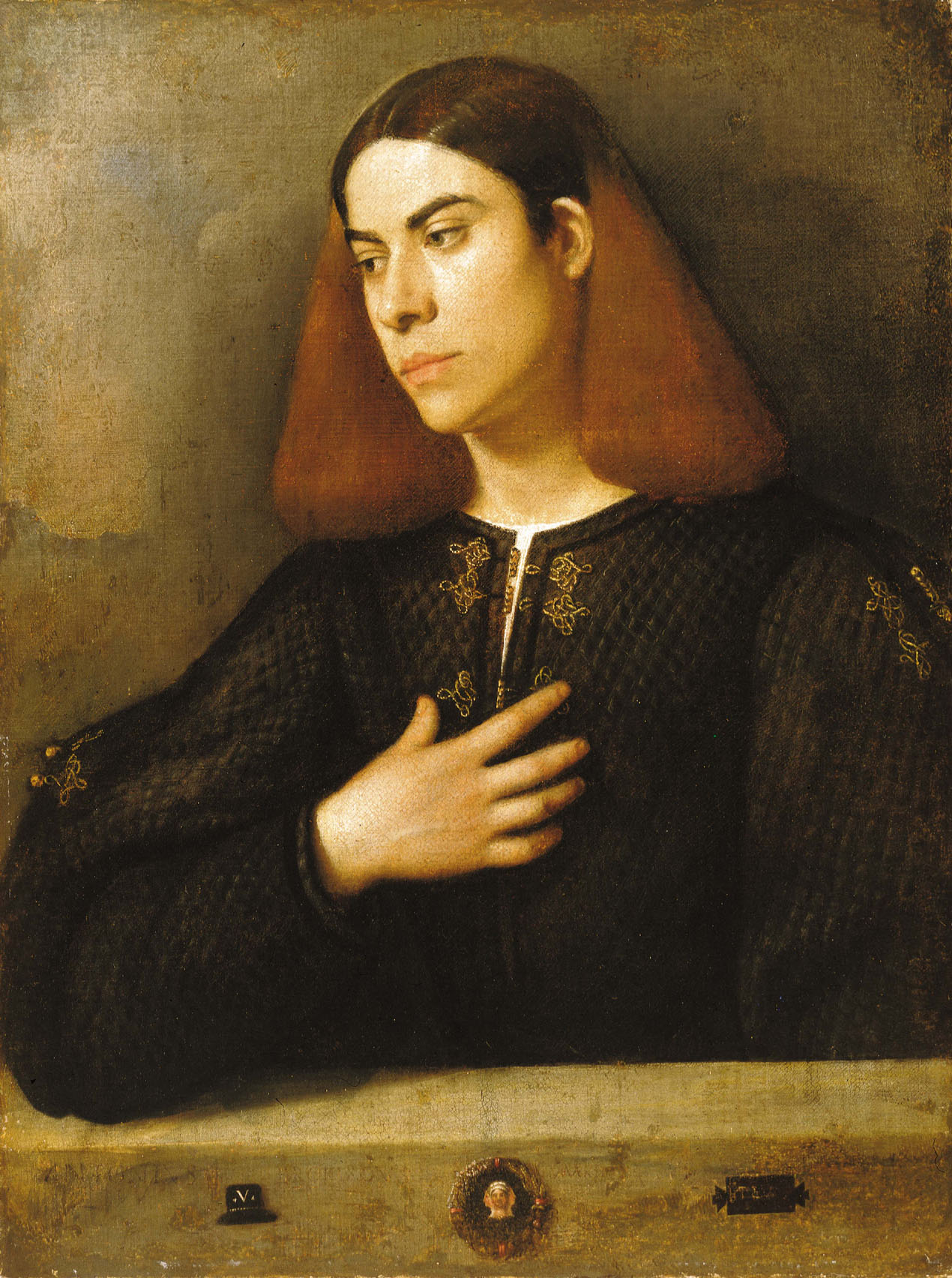
Джорджоне, поет Антоніо Брокардо,

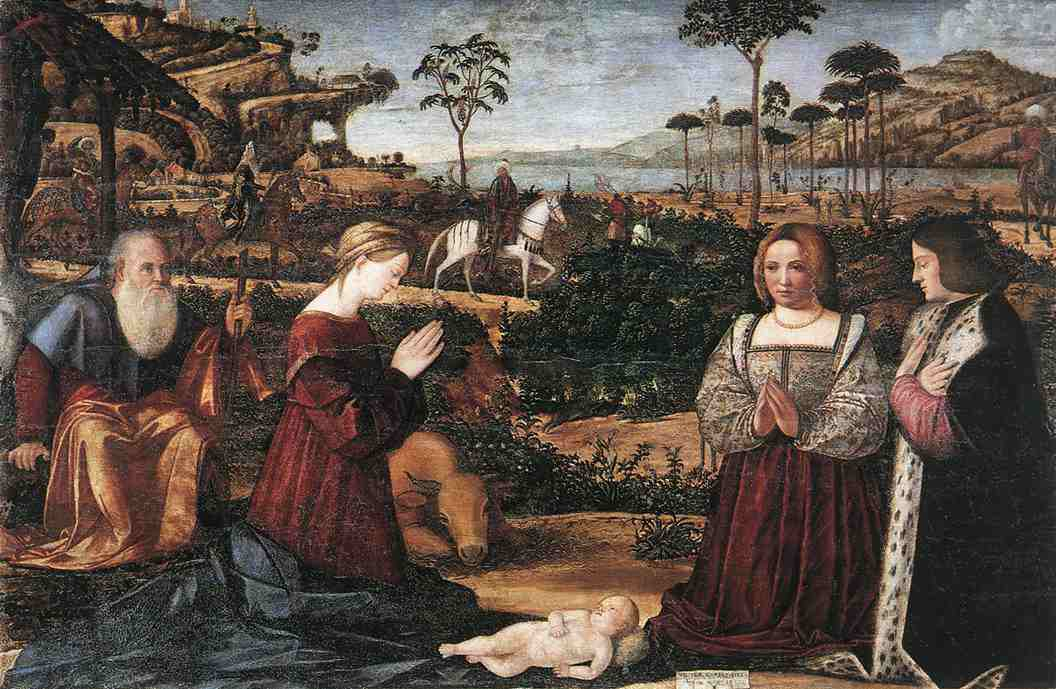
Поклоніння Христу з двома донаторами, Лісабон

Для Вітторе Карпаччо час наче застиг на місті, він такий же розважливий, розповідально — безтривожний, з подробицями, венеційським натовпом, кумедними і побутовими дрібницями. Він ще користується попитом як художник, живе і працює водночас з Лоренцо Лотто, Тиціаном та Себастьяно дель Пьйомбо (що головує в майстерні Джорджоне по передчасній смерті останнього), але належить XV століттю. Два останні релігійні образи Карпаччо датовані 1523 роком і створені для провінційного вівтаря католицької церкви Вознесіння в Копарі (Словенія). Карпаччо залишається на узбіччі магістральних шляхів венеційського мистецтва, які відкриті Джованні Белліні, Джорджоне, Тиціаном.
Близько 1526 року художник помер у Венеції.

## Вибрані твори
- «Сон Св. Урсули»

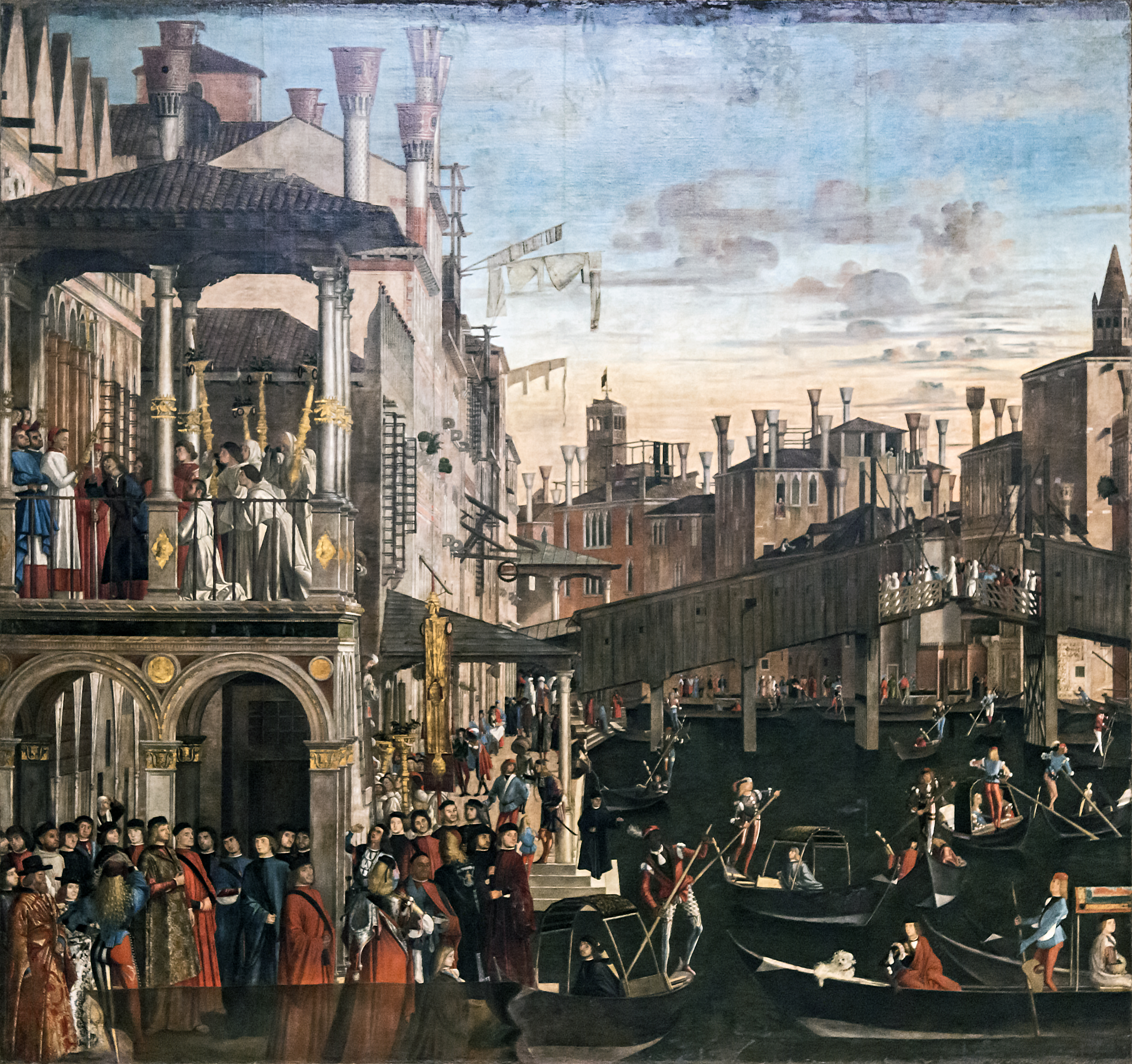
«Чудо реліквії Хреста на мосту Ріальто», 1494. Галерея Академії, Венеція

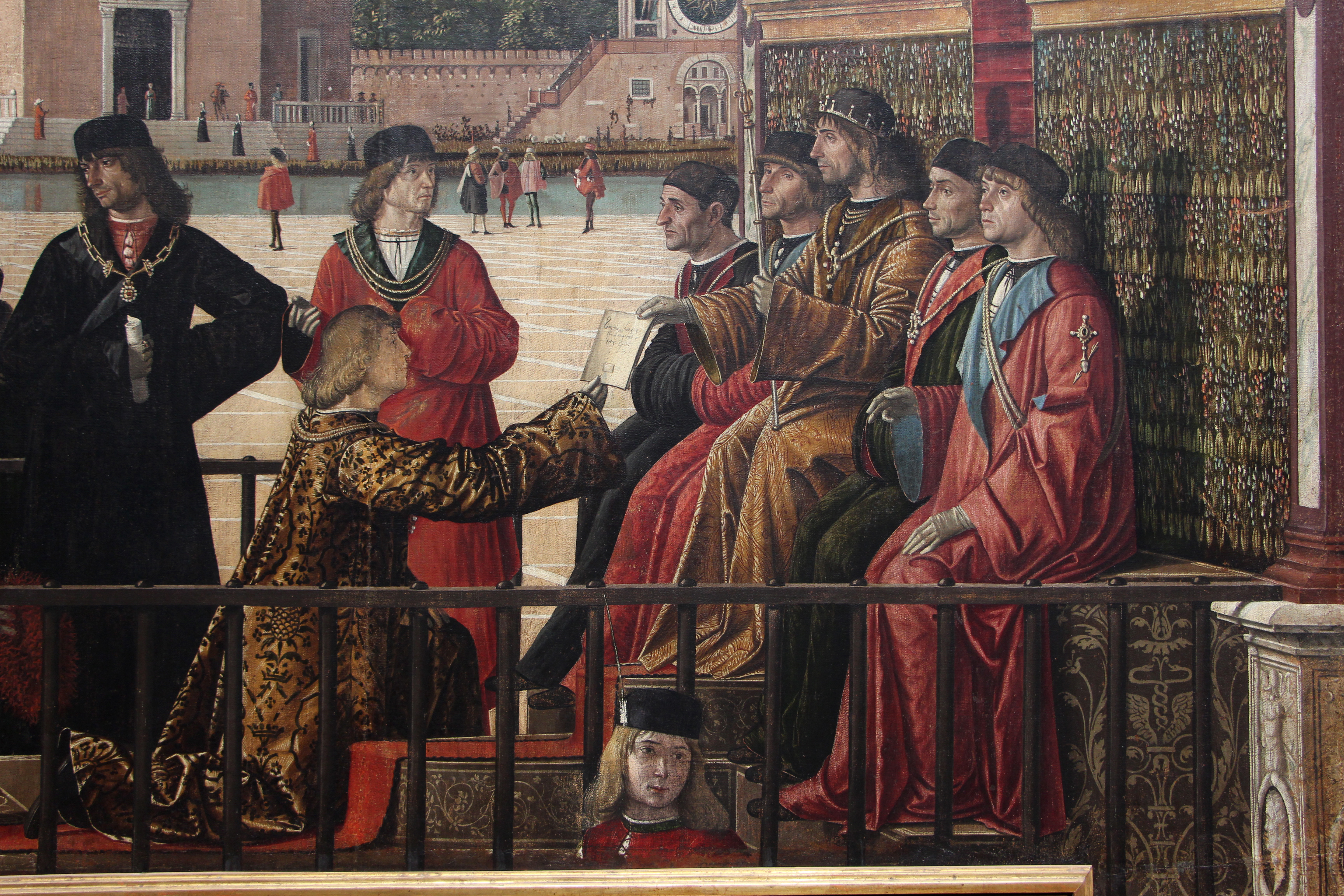
«Приїзд англійських послів до двору короля Бретані» (деталь), бл. 1495. Галерея Академії, Венеція

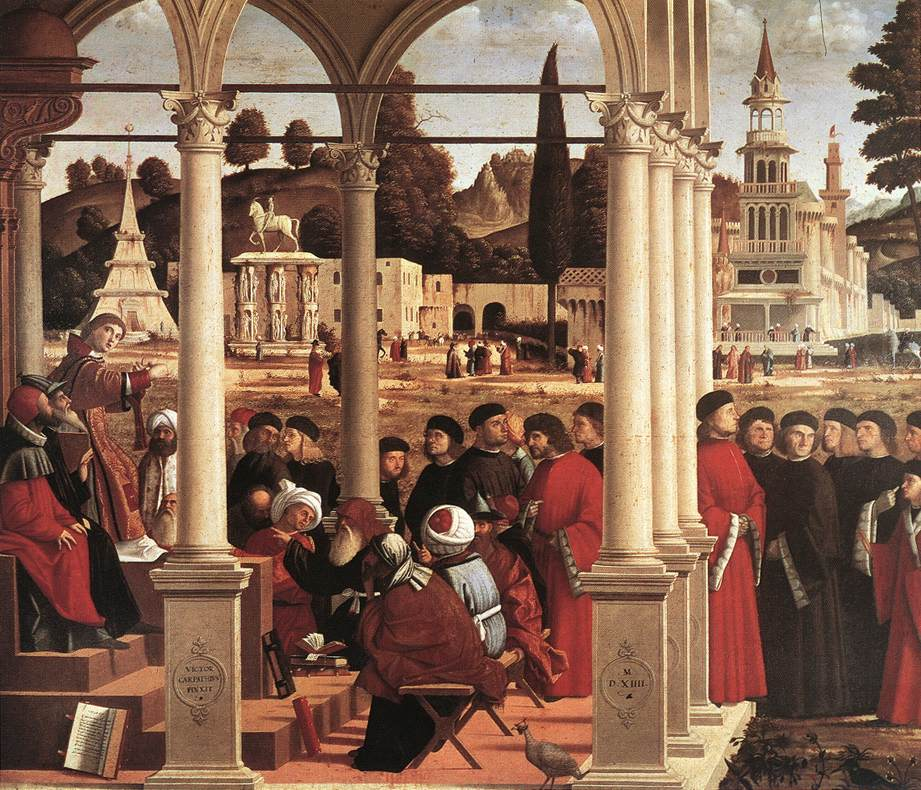
«Диспут святого Стефана», бл. 1514, Пінакотека Брера, Мілан

- «Прибуття Св. Урсули у місто Кельн»
- «Чудо реліквії Хреста на мосту Ріальто», 1494. Галерея Академії, Венеція
- «Приїзд англійських послів до двору короля Бретані», бл. 1495. Галерея Академії, Венеція
- «Зустріч Св. Урсули з папою римським Кирьякусом»
- «Мучеництво Св. Урсули і її урочисте поховання»
- «Апофеоз Св. Урсули»
- «Христос і чотири апостоли», Нью-Йорк
- «Дож Леонардо Лоредан», Академія Каррара, Бергамо
- «Поклоніння немовляті Христу з двома донаторами», Лісабон, Португалія
- «Лев Святого Марка євангеліста», Палац дожів, Венеція
- «Венеційська церква Св. Оттобона з хресною ходою», Галерея Академії, Венеція
- «Христос з символами страстей і янголами», Музей Цивіко, Удіне
- «Мертвий Христос з двома янголами», прив. збірка, Парма
- «Невідомий в червоному капелюшку», (погруддя), Музей Коррер, Венеція
- «Куртизанка», (погруддя), галерея Боргезе, Рим
- «Дві куртизанки на балконі» («Дві венеційки»), Музей Коррер, Венеція
- «Св. Єронім привів лева в католицький монастр»
- «Смерть Св. Єроніма в католицькому монастирі»
- «Св. Августин в келії»
- «Св. Августин в келії», два малюнки, Державний музей образотворчих мистецтв імені О. С. Пушкіна, Москва
- «Двобій Св. Георгія зі змієм»
- «Тріумф Св. Георгія змієборця», (малюнок до картини), кабінет малюнків і гравюр, Флоренція
- «Тріумф Св. Георгія змієборця», (картина), Скуола-ді-Сан-Джорджо-дельї-Ск'явоні, Венеція
- «Народження Діви Марії», Академія Каррара, Бергамо
- «Благовіщення», Галерея Франкетті, Ка' д'Оро, Венеція
- «Введення Діви Марії у храм», 1505, Пінакотека Брера, Мілан
- «Заручини Марії та Йосипа», 1505, Пінакотека Брера, Мілан
- «Диспут святого Стефана», бл. 1514, Пінакотека Брера, Мілан
- «Мадонна з немовлям і батьками Івана Хрестителя» («Свята бесіда»?), Авіньйон, Франція
- «Оплакування і поховання Христа», Берлін
- «Молодий лицар на фоні пейзажу», 1510, Музей Тіссен-Борнеміса, Мадрид
- «Смерть 10.000 християнських мучеників», Галерея Академії, Венеція
- «Перше принесення Христа у храм» (Зустріч Старого і Нового Заповітів), Галерея Академії, Венеція
- «Проповідь Св. Стефана», Лувр, Париж
- «Невідомий венеційський пан», Сполучені Штати Америки
- «Св. Себастьян», Загреб
- «Винищення немовлят за наказом царя Ірода»
- «Введення Христа у храм»